# Region Thiès
Die Region Thiès mit der Hauptstadt Thiès ist eine Küstenregion im zentralen Westen des Senegal. Sie ist nach der Hauptstadtregion Dakar mit 2,5 Millionen Einwohnern (Zensus 2023) die bevölkerungsstärkste Region des Landes und sie ist die einzige Region, die mit der Hauptstadtregion eine gemeinsame Grenze hat.
Der 2017 eröffnete internationale Hauptflughafen des Landes, der Flughafen Dakar-Blaise Diagne liegt in der Region Thiès.

## Geographische Lage
Die Region Thiès hat Anteil an zwei jeweils rund 80 km langen Küstenabschnitten: nördlich der Cap-Vert-Halbinsel an der Grande-Côte und südlich derselben an der Petite-Côte. Sie grenzt, von Norden angefangen im Uhrzeigersinn an folgende anderen Regionen: Louga, Diourbel und Fatick. Und im Westen, zwischen den beiden Küstenabschnitten, grenzt sie an die Region Dakar; die Hauptstadt Dakar ist 40 km von der Grenze entfernt.

## Gliederung
Die Region Thiès untergliedert sich in drei Départements:
- Mbour
- Thiès
- Tivaouane

Auf den nächsten Gliederungsebenen sind für 2013 eine Großstadt (Ville), unterteilt in drei Stadtbezirke (Communes d’arrondissement), ferner zehn Arrondissements, 14 Kommunen (Communes) und 32 Landgemeinden (Communautés rurales) zu nennen, wobei letztere im Rahmen einer neuen Stufe der Dezentralisation ebenfalls den Status von Kommunen erlangen sollen.